# 海灣級拖船

海灣級拖船是一款服役於美國海岸警衛隊的140-英尺（43-）級破冰拖船。該船能在20英寸（51）厚的冰層中航行，並可撞破3英尺（0.91）的冰層，還能衝破厚達8英尺的壓力冰脊。海灣級還配備了一款系統，能藉由釋放氣泡，降低與冰層的摩擦，從而提高破冰效率。

## 使用壽命延長計劃
美國海岸警衛隊於2014年開始對海灣級進行船隻延壽升級計畫，升級項目包括對動力系統、暖通空調系統的重大升級，安裝機艙滅火系統，更換小艇發射吊架和油水分離器，修改煙囪排氣結構，升級船體氣泡潤滑系統，並改善船員生活環境以符合現行標準（包括移除含鉛塗料）。該升級預計將耗費每艘9至12個月完成，並於2015年9月完成首艘升級。 

## 同級艦
| 艦名           | 舷號     | 造船廠           | 服役       | 退役 | 現況   |
| -------------- | -------- | ---------------- | ---------- | ---- | ------ |
| 卡特邁灣號     | WTGB-101 | 塔科馬造船公司   | 1979-01-08 | 尚未 | 現役   |
| 布里斯托爾灣號 | WTGB-102 | 塔科馬造船公司   | 1979       | 尚未 | 現役   |
| 莫比爾灣號     | WTGB-103 | 塔科馬造船公司   | 1979-09-02 | 尚未 | 現役   |
| 比斯坎灣號     | WTGB-104 | 塔科馬造船公司   | 1979-12-08 | 尚未 | 現役   |
| 尼亞灣號       | WTGB-105 | 塔科馬造船公司   | 1980-10-25 | 尚未 | 現役   |
| 莫羅灣號       | WTGB-106 | 塔科馬造船公司   | 1981-03-28 | 尚未 | 現役   |
| 佩諾布斯科特灣 | WTGB-107 | 海灣城市海洋公司 | 1985-01-04 | 尚未 | 現役   |
| 珊德灣號       | WTGB-108 | 海灣城市海洋公司 | 1986       | 尚未 | 現役   |
| 斯特金灣號     | WTGB-109 | 海灣城市海洋公司 | 1988       | 尚未 | 現役   |
| 柯蒂斯灣號     | WTGB-110 |                  |            |      | 已取消 |

## 外部連結
- USCG page （页面存档备份，存于）
- USCG Magazine article （页面存档备份，存于）
- Welland canal page